# Manuel Blasco de Nebra
No debe confundirse con el compositor religioso homónimo del siglo XVII, Manuel Blasco.
Manuel Blasco de Nebra (Sevilla, 2 de mayo de 1750-ibídem, 12 de diciembre de 1784) fue un compositor, organista y sacerdote español.

## Biografía
Baltasar Saldoni es el que primero refiere una breve biografía suya en el siglo XIX. El escrito que habla más ampliamente de su vida es el realizado por Mª Salud Álvarez.
Nacido en Sevilla, de familia oriunda de Aragón, e hijo de José Blasco de Nebra, organista de la catedral. 
Estudió en Sevilla y en Madrid, probablemente con su tío, José Melchor de Nebra, organista oficial de la Capilla Real de Madrid y discípulo de Cabanilles. 
Sustituyó con frecuencia a su padre, que se había quedado ciego, hasta que fue nombrado organista oficial. Fue un gran improvisador.
Compuso al menos 172 obras (según una relación hecha por sus herederos), de las que no se conocen más que 32 (26 sonatas y seis pastorelas):
- Primer periodo: 
  - Seis sonatas del convento de la Encarnación de Osuna.
- Segundo periodo:
  - Doce sonatas y seis pastorelas del manuscrito de la Abadía de Montserrat.
  - Dos sonatas del manuscrito: Sonatas para órgano de Nebra y Montero del Convento de Santa Clara de Sevilla.
- Tercer periodo:
  - Seis sonatas para clave y fuerte piano compuestas por Don Manuel Blasco de Nebra, edición original (Madrid, 1780), conservada en la Library of Congress de Washington.

## Discografía
- Blasco de Nebra: Works for Keyboard por Josep Colom, Mandala /Harmonia Mundi, 1995.
- Blasco de Nebra: Piano Sonatas por Javier Perianes, Harmonia Mundi / IODA, 2010.
- Blasco de Nebra: Complete Keyboard Sonatas Vol 1 por Pedro Casals, Naxos 2009.
- Blasco de Nebra: Complete Keyboard Sonatas Vol 2 por Pedro Casals, Naxos 2010.
- Blasco de Nebra: Complete Keyboard Sonatas Vol 3 por Pedro Casals, Naxos 2010.
- Blasco de Nebra: Complete Piano Works, Vol. 1 por Pedro Piquero, Columna Música, 2009.
- Blasco de Nebra: Complete Piano Works, Vol. 2 por Pedro Piquero, Columna Música, 2010.
- Blasco de Nebra: Complete Piano Works, Vol. 3 por Pedro Piquero, Columna Música, 2011.
- Blasco de Nebra: Complete Piano Works, (3 CDs) por Pedro Piquero, Brilliant Classics, 2025